# Platycleis himalayana
Platycleis himalayana är en insektsart som först beskrevs av Willy Adolf Theodor Ramme 1933.  Platycleis himalayana ingår i släktet Platycleis och familjen vårtbitare. Inga underarter finns listade i Catalogue of Life.